# Чарушников, Иван Петрович
Иван Петрович Чарушников (23 июля 1861, Глазов — 1916) — участник революционного движения в России. Брат издателя Александра Петровича Чарушникова. Дядя Шулятикова Владимира Михайловича. Обучался 1 год в Глазовском уездном училище, затем 6 лет в Нижегородском Александровском институте, после его окончания в 1881 году поступает на естественное отделение физико-математического факультета Санкт-Петербургского университета, в 1882 году был принят на тот же факультет в Казанском университете, по окончании которого в 1886 году поступает на 3-й курс медицинского факультета этого же университета.

## Семья
- Отец — Пётр Елисеевич Чарушников мещанин города Глазов, выходец из вятских крестьян, купец II-й гильдии. Мать — неизвестно. В семье было 10—12 детей, но сколько мальчиков и девочек, — неизвестно. По всей видимости, в семье купца Чарушникова произошёл раскол во взглядах на жизнь, и близкие родственные отношения сохранились не со всеми членами семьи. Наиболее тесное общение было установлено между братьями Иваном, Александром, Василием и Петром, и их сёстрами Клавдией, Александрой (в замужестве Корепанова) и Марией (в замужестве Бусыгина). Старший брат Михаил, при сочувствии к братьям, придерживался взглядов отца, являясь преемником его дела. Имена остальных детей неизвестны. С этой частью семьи Чарушниковых поддерживали хорошие отношения и тесно общались по жизни их племянник Владимир Михайлович Шулятиков (1872—1912) и его сестра Анна Михайловна Шулятикова (в замужестве Распутина) (1874—1908).
- Жена — Ольга Павловна Коробьина (Благославова) (13.04.1869 — ск. 1935)
- брат — Чарушников, Александр Петрович (1852 — ск. 1913)
- брат — Михаил Петрович
- брат — Пётр Петрович (? — 1905)
- брат — Василий Петрович
- Сестра — Клавдия Петровна (1868—1920 (21?)
- сестра — Мария Петровна (1847 -?)
- сестра — Александра Петровна (по мужу Корепанова)
- Сын — Иван Иванович (1904 — около 1905)
- Сын — Павел Иванович (1908—1987), конструктор
- Сын — Андрей Иванович (04.11.1912 — ск.19.09.1993), журналист

## Санкт-Петербургский университет
В 1881 году после учёбы и окончания в марте 1881 г. 8-го класса Нижегородского Александровского института в Нижнем Новгороде, поступил на естественное отделение физико-математического факультета Санкт-Петербургского университета. В 1883 году переехал в Казань.

## Казанский университет
В 1883 году переехал в Казань и принят в число студентов Казанского университета на естественное отделение физико-математического факультета. В Казани И. П. Чарушников сблизился со студентами Бородиным, Осипановым, впоследствии в 1887 году казнённым вместе с А. И. Ульяновым (братом В. И. Ленина) по делу о покушении на жизнь царя Александра III, с кандидатом прав Дьячковым. Они представляли квартиры нелегальным, помогали материально пострадавшим политическим, хранили и распространяли нелегальную литературу, материально поддерживали пропагандистские кружки и участников этих кружков.
В 1886 году, по окончании обучения, Иван Петрович шестого сентября был утверждён действительным студентом, по разряду естественных наук, физико-математического факультета, но посчитал, что для ведения работы среди крестьянства, для оказания ему большей помощи полученного образования недостаточно и что надо получить медицинское образование. И в том же году поступает на 3-й курс медицинского факультета Казанского университета, обучение прерывалось в связи с отбыванием воинской повинности вольноопределяющимся в артиллерии.. В 1892 году Иван Петрович окончил этот курс в Казанском университете. Жил на Односторонке Верхне-Федоровской улицы в доме Холинского.

## Ново-Никольское Малоярославецкого уезда
Получив в 1895 году «доверенность глазовского купца Александра Петрова Чарушникова за № 1754-24-1895 г.», Иван Петрович переехал на хутор Ново-Никольское Марьинской волости Малоярославецкого уезда Калужской губернии в качестве управляющего имением своего брата.
С 22 июня 1895 года за Иваном Петровичем устанавливается негласный надзор. Полиции приказано следить за каждым выездом Ивана Петровича из Ново-Никольского и каждым его возвращением и всякий раз доносить уездному исправнику с тем, чтобы тот в свою очередь мог телеграфировать начальнику губернии. Приказано следить, чем занимаются на хуторе, кто и с какой целью приезжает, по каким документам проживает, кем приходится владельцу имения и т. д. и т. п.

## Участие в пропагандистской деятельности
Иван Петрович становится организатором и идейным руководителем революционного движения в Казани. Вместе с земским врачом Евгением Федоровичем Печоркиным, его женой Серафимой Прокофьевной Печоркиной (Вершининой), городской учительницей Марией Васильевной Смоленской при участии врача Н. А. Бужалева они на гектографе переиздают нелегальную литературу: «Наши задачи в селе» Стефановича с предисловием Ё. Ф. Печоркина, «Царь-голод» (популярное изложение экономической теории К. Маркса) А. Баха, биографии А. Желябова, С. Перовской с её портретом и др. По воспоминаниям П. Ф. Кудрявцева Иван Петрович «как поднадзорный всегда был начеку, ожидая у себя обысков, и обыски происходили у него в Казани неоднократно. Слежка за ним была отчаянная, но он все время продолжал нелегальную работу. Все литературные нелегальные новинки не местного (не Казанского) происхождения получались через него. В местных нелегальных изданиях он также принимал самое активное участие, но доказательств этого у полиции не было…»
В 1886 году Иван Петрович предложил ближайшим товарищам создать свою типографию. Предложение было принято. Выработали план действий. Учитывая весь известный им опыт предшественников — в целях конспирации — к делу решили привлечь самое наименьшее число самых надежных участников, которые должны были порвать все отношения с другими активными участниками революционного движения, не членами типографского кружка, чтобы через них не попасть под наблюдение полиции.
И. П. Чарушников занялся подбором людей, а Е. Ф. Печоркин стал добывать деньги и шрифт. Земский врач К. И. Шидловский передал для организации типографии 1000 рублей, полученных им в наследство.
Бывший казанский студент, помощник присяжного поверенного Дьячков, живший в Нижнем Новгороде, добыл от нижегородских типографских рабочих большое количество шрифта и предложил его через члена типографского кружка для создавшейся типографии.
Е. Ф. Печоркин и М. А. Ромась, друг В. Г. Короленко и А. М. Горького, незадолго перед тем вернувшийся из якутской ссылки, поехали в Нижний Новгород, получили от Дьячкова мешок со шрифтом. Шрифт по частям переносил на квартиру участника типографского кружка В. Н. Левицкого. Когда Печоркин должен был, оставив квартиру, выехать на место назначения по службе (в с. Теньки Свияжского уезда), остававшийся шрифт перевезли к Ю. О. Бородину в с. Ключи Казанского уезда.
29 августа 1887 года И. П. Чарушников в связи с отбыванием воинской повинности вольноопределяющимся был уволен из числа студентов Казанского университета. Однако служба, проходившая в Казани во 2-й артиллерийской бригаде младшим фейерверкером, не мешала оставаться идейным руководителем и организатором типографского кружка, а затем и редактором изданного «Сборника». Все дела и материалы по Казанской местной организации «Народной Воли» И. П. передал П. Ф. Кудрявцеву. К концу 1887 года Иван Петрович подобрал состав участников типографского кружка, в который вошли:
- Иван Петрович Чарушников;
- Екатерина Васильевна Филадельфова, бывшая заведующая хозяйством Самарской железнодорожной больницы;
- Мария Васильевна Смоленская (Гауанштейн), городская учительница;
- Евгений Федорович Печоркин, земский врач;
- Серафима Прокофьевна Печоркина, окончившая высшие женские курсы;
- Владимир Николаевич Перцов, кандидат естественных наук;
- Василий Николаевич Левицкий, студент ветеринарного института;
- Алексей Лукьянович Леонов, землемер;
- Эмиль Иванович Гауэнштейн, студент ветеринарного института;
- Ювеналий Осипович Бородин, земский врач;
- Лидия Николаевна Алексеева, фельдшерица-акушерка.

Кружку оказывали помощь:
- Константин Иванович Шидловский, земский врач,
- Михаил Антонович Ромась,
- Людмила Васильева Лукина, учительница,
- Агния Николаевна Иванова,
- Дьячков, помощник присяжного поверенного.

В качестве переводчицы иностранной литературы по вопросам революционного рабочего движения Запада была привлечена М. И. Шидловская. В качестве литераторов Иван Петрович привлек живших в Нижнем Новгороде В. Г. Короленко, написавшего специально для «Сборника» статью «Очерк развития соц.-революционного движения в России — 40 и 60-е годы», и Н. Ф. Анненского, написавшего статью «Социализм и народничество». Кроме этих статей, в «Сборник № 1 — социальный вопрос» вошли написанная участниками кружка статья «От издателей» и перепечатанная статья Аксельрода «Переходный момент партии».
Сначала типография была устроена на квартире студента В. Н. Левицкого (недалеко от Рыбнорядной площади по Университетскому проезду). Квартирной хозяйкой была Агния Николаевна Иванова. Там урывками были напечатаны первые листы «Сборника».
К зиме 1887 года на средства кружка специально для типографии на имя Лидии Николаевны Алексеевой был куплен находившийся на окраине города, в Академической слободке, на довольно пустынной площади небольшой деревянный, выкрашенный в красный цвет домик. Второй от края площади, капитальной стеной он разделялся на две половины. В передней половине, глядевшей окнами на площадь, в качестве хозяйки дома поселилась Л. Н. Алексеева вместе с Е. О. Филадельфовой, как дальней родственницей хозяйки. В задней же половине, глядевшей окнами во двор и примыкавшей своей капитальной — без окон — стеной к большому соседнему саду, устроили типографию. Из передней половины в заднюю и обратно можно было проникнуть через чердак. Со двора, огороженного плотным забором, входа не было.

## Обыски, аресты, надзор полиции
В 1883 году при обыске у студента Петербургского университета Александра Александровича Леонтьева (который позже в феврале 1908 году выступал на суде защитником Анны Распутиной), бывшего в звании гвардии подпоручика, в его бумагах полиция нашла адрес студента Казанского университета Ивана Петровича Чарушникова, с которым Леонтьев был знаком ещё в Петербурге. В Казани И. П. Чарушников был задержан, но при допросе отказался объяснить, почему у Леонтьева оказался записанный шифром его адрес, отрицал как знакомство c Леонтьевым, так и принадлежность к какому-либо «преступному сообществу». Он не был тогда привлечен по делу унтер-офицера корпуса жандармов Ефима Проваторова, Екатерины и Ольги Артемьевых, Александра Леонтьева и др., обвинённых в государственном преступлении, лишь был подчинён особому надзору в Казани.
25 июля 1884 года «по высочайшему повелению» подчинён гласному надзору.
В мае 1895 года агенты доносили департаменту полиции, что И. П. Чарушников «поддерживает близкие сношения» с санитарным врачом губернского земства Константином Ивановичем Шидловским (г. Дмитров Московской губ.), думским врачом гор. Петровска Саратовской губ. Ювеналием Осиповичем Бородиным, ветеринарным врачом гор. Спасска Казанской губ. Эмилием Ивановичем Гауэнштейном и врачом Евгением Федоровичем Печоркиным; что «эти лица предполагали устроить съезд с целью совместного обсуждения плана дальнейшей их деятельности»; что съезд этот предполагали устроить или в Дмитрове у Шидловского или в Ново-Никольском у И. П. Чарушникова.